# Talsperre Slapy
Die Talsperre Slapy liegt bei Slapy an der Moldau circa 30 Kilometer Luftlinie südlich der tschechischen Hauptstadt Prag und ist Teil der Moldau-Kaskade.
Die Talsperre ist eine Betongewichtsstaumauer mit vier Wehröffnungen als Hochwasserentlastung. Diese sind je 15 Meter breit und mit Drucksegmentwehren ausgestattet. Über diese Öffnungen können, zum Beispiel im Hochwasserfall, bis zu 3000 m³ Wasser pro Sekunde abgeführt werden. Die Talsperre dient der Stromerzeugung, der Bereitstellung von Trink- und Nutzwasser und der Abflussregulierung.
Das Kraftwerk mit drei Kaplanturbinen liegt unter den Rinnen der Hochwasserentlastung. Ursprünglich war geplant die Talsperre mit einem Aufzug für Schiffe bis zu 300 Tonnen auszustatten. Dieser wurde aber bis heute nicht errichtet. Kleine Schiffe bis fünf Tonnen können eine Schleppvorrichtung benutzen, um das Hindernis zu umgehen.
1954 wurden infolge der Flutung des Moldautales die Ortschaften Královská, Moráň, Kocanda, Živohošť, Ústí, Smilovice, Kobylníky, Cholín, Trenčín und Oboz aufgelöst.